# Těreška
Těreška nebo také Velká Těreška (rusky Терешка nebo Большая Терешка) je řeka v Uljanovské a v Saratovské oblasti v Rusku. Je 273 km dlouhá. Povodí má rozlohu 9 710 km².

## Průběh toku
Pramení a teče na Povolžské vysočině, převážně rovnoběžně s Volhou. Ústí do Volgogradské přehrady. Je pravým přítokem Volhy.

## Vodní stav
Zdroj vody je převážně sněhový. Průměrný roční průtok vody ve vzdálenosti 46 km od ústí činí 17,5 m³/s. Zamrzá v listopadu až na začátku prosince a rozmrzá na konci března až v dubnu.